# Col du Corbier
Col du Corbier je francuski alpski prijevoj koji se nalazi u departmanu Haute-Savoie u regiji Rhône-Alpes u jugoistočnoj Francuskoj između gradova Le Biot i Bonnevaux (Haute-Savoie). Col du Corbier je također prvo ime skijališta smještenog na ovom mjestu od 1966. do 1975. godine, prije nego što je preimenovano u Drouzin-le-Mont.

## Geografija
Col du Corbier nalazi se na 1.237 m nadmorske visine, oko 26 km od Thonon-les-Bains, u masivu du Chablais, u sjeverozapadnoj četvrti francuskih Alpa, Francuska. Col du Corbier nalazi se između dviju planina: sjeverne planine Ouzon koja kulminira na 1880 m nadmorske visine i južne planine Drouzin koja se uzdiže na 1621 m.
Klima u prijevoju je planinskog tipa.

## Povijest

### Povijesni značaj
Put Corbier je nekada bio vrlo važan za povezivanje dviju dolina Savoy Dranse i Valaisane Dranse, preko Morgins Passa. Tuda je prošao sv. Guerin, utemeljitelj opatije Aulps i sionski biskup, a slijedili su ga brojni hodočasnici, pa otuda i naziv "staza redovnika".
Na području Bonnevauxa, uz cestu oko 5600 m ispod prijevoja, nalazi se Chapelle Notre-Dame-des-Sept-Douleurs de Bonnevaux ili Gospa Žalosna upisana u opći inventar kulturne baštine regije Rhône-Alpes. Podigao ju je 1844. godine velečasni Girod, župnik Bonnevauxa, djelomično je obnavljana nekoliko puta i potpuno obnovljena 1982. godine. Zvono iz 1910. zove se "Bogorodica". Cesta je napravljena 1917. i preuređena 1940.; od tada je proširena i premazana katranom. Sve do 1964. godine prijevoj je služio kao pašnjak za krave pasmine Abondance koje su odlazile ili se vraćale s viših pašnjaka. Veliko korito služilo je ne samo za napajanje krava već i za hlađenje motora automobila koji su se pregrijavali uspinjući se strmim padinama. Cesta je preorana zimi na Le Biotu 1964. i obostrano 1966. godine.

### Prve zgrade (1961.)
U travnju 1961. grad Le Biot dopustio je Henriju Teningeu, vlasniku restorana u Morzineu, podrijetlom iz Bonnevauxa, da sagradi caffe restoran "Chez L'Henri" na parceli od 4945 m2 koja je pripadala gradu na mjestu zvanom "Na Joux." Godine 1967. grad mu ga je prodao za jedan franak po četvornom metru.
Krajem 1961. André Favre-Miville iz Bonnevauxa sagradio je na vlastitom zemljištu bar "The Covagne". Obje su kuće bile potpuno drvene bez struje i telefona, otpad je zakopan ili spaljen, kanalizacija je išla u septičku jamu. Čista voda dolazila je iz podzemnih izvora u prolazu. Sve do 1964. restorani su zimi bili zatvoreni.

### Rani razvoj (1966.-1968.)
Godine 1966. Henri Teninge, uz pomoć Bernarda Vullieza i ovlašten od općine, dao je postaviti prvu skijašku vuču (s generatorom) što je obavila tvrtka Montaz-Montino iz Fontainea na brdu nasuprot svog restorana, ispod planine Drouzain. Ski-lift je polazio od prijevoja, bio je dugačak 200 metara i imao je kapacitet od 305 skijaša na sat. Prvu skijašku utrku organizirali su Henri Teninge i Georges Premat, gradonačelnik Le Biota, s 45 natjecatelja. Godine 1967. komuna je razmatrala izgradnju urbane razvojne zone, ali "uprava se tome protivila kako bi očuvala tipično alpsko mjesto.". U Le Biotu je osnovan skijaški klub. U veljači 1968. olimpijski plamen je pronesen kroz Col du Corbier. U kolovozu 1968. godine postavljen je javni telefon "Chez L'Henri".

### Rođenje skijališta "Col du Corbier" (1969.-1975.)
Ideja o većoj stanici probila se unutar općine Le Biot i njenog gradonačelnika Fernanda Reneviera. Pokrenuli su studiju i pripremili vrlo skroman projekt koji je odbio poreznik koji je bio vrlo rezerviran prema financijskim sredstvima komune i želio "očuvati tipično alpsko područje". Dva grada Le Biot i Bonnevaux stoga su se ujedinila 1969. zahvaljujući g. Cloppetu i g. Lachenalu, iz planinske komisije, da bi 23. siječnja 1970. stvorili "međuopćinski sindikat za turistički razvoj Corbiera - La Joux Verte - Le Biot - Bonnevaux." Odbor je bio sastavljen od četiri direktora mlađih od 40 godina: René Ainoux (Bonnevaux), predsjednik, Georges Premat (Le Biot), potpredsjednik, Gerard Delale (Le Biot), tajnik, i Paul Favre-Miville (Bonnevaux). Potonji je postao brat Pavao u opatiji Gospe od Atlasa, jedan od sedam redovnika trapista ubijenih u Tibhirineu u Alžiru 1996. (spomenik je podignut na groblju Bonnevaux). "Udjeli su raspoređeni na sljedeći način: 55% u Biotu, 45% Bonnevauxu i definiran zaštitni opseg: 863 hektara za Biot, 467 hektara Bonnevaux." Svaka je općina dala 68.000 franaka subvencije, a sindikat je posudio 1.150.000 franaka od banke Crédit Agricole.
Povjerenstvo je pregledalo projekt, 24 vlasnika kuća dalo je prednost, a ministarski sindikat električne energije, zahvaljujući akciji gospode Lavy, Germain i Vannod, pristao je na uspostavu podzemnog voda od 15.000 volti, uključujući dva transformatora.
Za Božić 1970. tvrtka Montagner iz Allonzier-la-Caillea postavila je četiri žičare ukupne duljine 3 km: žičaru dugu 1.055 m, s visinom visine od 265 m i brzinom protoka od 600 skijaša na sat, a Na Muretu je postavljena vučnica dužine 300 m, dok su u prijevoju izgrađene dvije vučnice od 250 i 200 m, u blizini planinske kuće koju koristi sindikat i škole skijanja kojom upravlja Michel Renevier. Osoblje je uključivalo deset mještana; dnevna karta iznosila je 10 franaka. Općine su proširile cestu na 14 metara i napravile parking za 350 automobila.
Tim arhitekata sastavljen od gospode Branch Bonvaleta Dutruela i Marchanta, ekonomista i dr. Rouillea bio je odgovoran za izradu planova za veliku građevinsku zonu u La Reblaisu, nedaleko od prijevoja, ispod planine Ouzon. Predviđene su dvije šumske ceste, jedna do planine Ouzon, a druga do planine Drouzin. Škola Le Biot zatvorena je u lipnju 1971. jer je bilo samo devetero djece (10 je bilo potrebno za razred). To je dovelo do ostavke gradonačelnika Fernanda Reneviera; zamijenio ga je Georges Premat. Škola je ponovno otvorena u rujnu 1972. godine.
Zima 1971.-1972. bila je prva službena sezona za Col du Corbier. Drveće je posječeno, staze su preuređene prema savjetu Jeana Bertheta (skijaškog prvaka iz Abondancea) s tvrtkom Vulliez-Noir de Marin. Stazu Muret odobrio je Francuski skijaški savez za natjecanja. Predviđeno je proširenje nekretnina: "nije riječ o udvostručavanju velikih odmarališta u blizini, ali ako želimo, da ih dovršimo na temu: obiteljsko i društveno skijanje". Godine 1973. radovi na vodoopskrbi iznosili su 600.000 franaka (150.000 franaka subvencija u sklopu programa ruralne obnove) i 500.000 franaka za radove na pročišćavanju (100.000 franaka subvencija) Radovi na vodoopskrbi trajali su između 1974. i 1975. godine. Općina je izdvojila 600.000 franaka (150.000 franaka subvencija) i 100.000 franaka za ruralnu elektrifikaciju (20.000 franaka subvencija). Početkom 1974. umro je André Favre-Miville, bivši vlasnik "The Covagne" (koji je 1970. prodan Georgeu Prematu, gradonačelniku Le Biota). U srpnju je umro Henry Teninge, vlasnik "Chez L'Henri". Njegov je restoran u studenom 1974. prodan Michelu Renevieru i preimenovan u "Chez Michel and Mado". Potpuno je izgorjela u noći 11. srpnja 1975. pa je na njezinu mjestu vlasnik počeo graditi veliki hotelski restoran.

### Skijalište "Drouzin-le-Mont" (1975.)
Godine 1975. stanica "Col du Corbier" postala je "Drouzin-le-Mont". Općina je dobila subvenciju od 390.000 franaka za ugradnju telefona i još 350.000 franaka za servisiranje cijele propusnice. Kompleks od trideset kućica izgrađen je u Grands Prés, ispod prijevoja. Planirano je proširenje odmarališta, koje je postalo Drouzin-le-Mont. Sindikat je izdvojio pet milijuna franaka za servisiranje urbane razvojne zone: "dvije crpne stanice, uređaj za obradu vode i sve potrebne mreže. Velika investicija za dva mala grada!". Zatim su projekti smanjeni, ZAC (Urban Development Zone) stvoren je 1975. godine za smještaj 300 jedinica ili 1000 kreveta.

### Evolucija skijališta (1976.-2011.)

#### Nekretnina
Između 1976. i 1996. Michel Renevier je dobio dozvolu za obnovu restorana "Chez Michel and Mado", ali su razne administrativne poteškoće dovele do otkazivanja i zastoja. Dizalica je bila na gradilištu 15 godina. Godine 1997. "u Col du Corbieru već dobrih dvadesetak godina stoji nedovršen restoran, a kamoli okolica zgrade".

#### Kriza snježnog pokrivača
S kulminacijom na 1,237 metres (4,058 ft) i pod umjerenim utjecajem lac Léman, Col du Corbier poznaje samo skromnu snježnu pokrivenost, što je uključivalo rezerve Planinske komisije: "OK za obiteljsko odmaralište, ali iskreno kažemo ne za grandioznija postignuća." Sindikat je za 1981. razmatrao izgradnju sjedežnice za uspon na 1700 m na Drouzin, ali je dozvola odbijena.

#### Zona urbanog razvoja
Komisija za nove turističke jedinice (UTN) odbila je 24. listopada 1980. novi projekt kompleksa nekretnina na temelju neizvjesne financijske budućnosti ljetovališta. Promjena nacionalne vlade 1981. ostavila je situaciju na čekanju. Georges Premat, gradonačelnik u to vrijeme, rekao je: "sve su konstrukcije i bit će napravljene pod kontrolom sindikata koji ne namjerava žrtvovati veličanstveno mjesto apetitu jednog promotora." Gradonačelnici - Georges Premat za Le Biot i Gilbert Favre-Derez za Bonnevaux - vršili su pritisak na administraciju jer svake godine blokirani projekti koštaju 460.000 franaka anuiteta. Izabrani dužnosnici podnijeli su ostavke en bloc. Graditelj Jacques Ribourel dodao je još imanja.

#### Kriza u vijeću Le Biota (1993.)
U srpnju je regionalna revizija pozvala na povećanje proračuna za dodatnih 600.000 franaka (to je četvrtina početnog proračuna općine) za radove na Col du Corbieru. Gradonačelnik George Premat dao je ostavku (dva vijećnika Prévot Annick i Jean-Michel Laurier već su dali ostavku). Dodatni općinski izbori održani su u rujnu.

#### Financijske poteškoće i prodaja odmarališta (1994.-1998.)
U veljači je isključena struja zbog neplaćanja računa od 540.000 franaka iz 1986. koji je s godinama rastao. Dvije komune nisu mogle platiti, a Opće vijeće nije moglo intervenirati jer je operater bio isključivo odgovoran. Zamjenik Pierre Mazeaud intervenirao je i struja je vraćena tijekom dana. Prihodi od zimske sezone iznosili su 620.000 franaka 1993. godine. Nagomilani dug u veljači 1994. iznosio je milijardu penija Dana 18. prosinca 1998. - kako bi se moglo otvoriti sljedećeg dana - skijalište "Drouzin-le-Mont" prodano je graditelju Michelu Vivienu za 400.000 franaka. Morao je osigurati funkcioniranje i održavanje instalacija u trajanju od najmanje 18 godina, kako je navedeno u ugovoru o najmu od istog datuma. Ovaj je sporazum također sadržavao klauzulu koja je gospodinu Vivienu dopuštala da zatvori odmaralište u slučaju kroničnog deficita. Nije imao pravo demontaže instalacija, a ako je namjeravao prodati, imao bi sindikalno pravo prvokupa. Graditelj je već izgradio 40 vikendica, planirao je izgraditi još 32 1999.
Vodosprema površine 3.000 m2 i zapremine 20 000 m3 izgrađena je za pogon niza uređaja za umjetno zasnježivanje. Investiciju vrijednu dva milijuna franaka realizirao je Michel Vivien. Parkiralište je prošireno i preuređeno, uređeno je ljetno sanjkalište, preuređene su piste, izgrađene su brojne kolibe uključujući sklonište za skijaše i turističke informacije. Osoblje je činilo 15 mještana.

#### Raspuštanje Syndicat inter-communal za razvoj Corbier – La Joux Verte (2004.)
Dana 30. siječnja, naredbom župana br. 2004.31, sindikat je raspušten. Imovina i obveze podijeljene su između općina Bonnevaux i Le Biot prema ugovornim uvjetima. Bonnevaux je naslijedio zemljište iza kapelice Gospe Žalosne.

#### Razvoj Drouzin-le-Mont SARL i PLU (2005. do 2011.)
Godine 2005. grad Le Biot napravio je neke izmjene u ugovoru o najmu s g. Vivienom koji je potpisan 1998. godine. SARL Development Drouzin-le-Mont bio je odgovoran za rad žičara i skijališta.
Dana 17. veljače 2007. ljetovalište Col du Corbier / Drouzin-le-Mont proslavilo je svoju četrdesetu obljetnicu (1966. - 2006.).
U 2011. godini, pojednostavljena revizija 1 Lokalnog urbanističkog planiranja (PLU) "Otvaranje urbanizacije područja AU u Col du Corbier." otvoren je za javna promatranja. U novoj zoni nastaloj revizijom na površini od 1,50 ha, odnosno oko kapelice Gospe Žalosne, planirano je pet građevinskih cjelina: javni trg, trgovine i usluge, kolektivno stanovanje i nekoliko kućica. Projekt je dobio povoljno mišljenje Christiana Gosseinea, istražnog povjerenika, unatoč protivljenju raznih ekoloških skupina, primjerice Udruge Mountain Wilderness koja je bila ogorčena projektom proširenja "na području koje je već tako unakaženo".   Odlukom od 20. svibnja 2011. grad Le Biot odobrio je projekt.  Međutim, zahtjev za građevinsku dozvolu nije podnesen na vrijeme, au međuvremenu je Schéma de cohérence territoriale|SCOT Chablais postala službena i poništila PLU koji je postao nevažeći. U 2011. godini bilo je 562 sporednih stanova na 179 glavnih stanova. 85% sekundarnih rezidencija u gradu Le Biot bilo je u col du Corbieru.

### Zatvaranje skijališta "Drouzin-le-Mont" (2012.)
Dana 3. travnja 2012. Razvojni Drouzin-le-Mont SARL obavijestio je općinu o svojoj želji da prekine svoje aktivnosti obrazlažući to strukturnim deficitom financijske situacije. Informacija je proslijeđena na nacionalnu i međunarodnu razinu jer pokreće problem globalnog zatopljenja u pogledu skijališta na umjerenoj nadmorskoj visini u Alpama. Studija je istaknula da bi deficit eksploatacije mogao iznositi 450.000 € plus godišnja ulaganja od 100.000 € do 150.000 €, za razliku od prihoda koji se procjenjuje između 150.000 € i 170.000 € po sezoni. Selo Le Biot nije si moglo priuštiti takav trošak, pa je općina odlučila da ne kupi odmaralište od gospodina Viviena, ali napetost je uzrokovala ostavku sedam gradskih vijećnika.

### Turistička rekonverzija
U ožujku 2013. novo vijeće odlučilo je pretvoriti odmaralište u takozvanu "ekološki prihvatljivu planinu". Uz potporu Općeg vijeća Haute-Savoie. Dobila je prihvatni centar i pripadajuće terene, dva lifta, vučnu užad i opremu za održavanje kako bi postavila nekoliko ljetnih i zimskih aktivnosti kao što su skijanje, vožnja sanjkama sa psima, hodanje na krpljama, planinarenje... SIVU Roc D'Enfer otkupio je SARL obje sjedežnice i 7. listopada 2013. dobio subvenciju za 80% troškova njihove demontaže i ponovne montaže, tj. 193.000 €. Vijeće je predložilo Michelu Renevieru da kupi njegov restoran. Nakon njegovog odbijanja, vijeće je odlučilo prihvatilište pretvoriti u kafić-restoran, trgovinu mješovitom robom, izletište. Zahtjev za građevinsku dozvolu podnesen je u srpnju 2013. godine. Za cijeli projekt prenamjene, u iznosu od 2.117.550 €, Opće vijeće je 18. studenoga 2013. dodijelilo subvenciju u iznosu od 40% ovog ukupnog iznosa, odnosno 847.020 €. Ali dvije žičare neće biti otvorene za sezonu 2013.–2014.

## Aktivnosti

### Sport

#### Biciklizam
Prijevoj je popularan među biciklistima i brdskim biciklistima. Između osame u dolini Abondance i prijevoja ima 5.7 km uspona u 7,1% (visinska razlika: 407 m). Između Seytrouxa u dolini Morzine i prijevoja Col du Corbier ima 6.0 km uspona u 8,6% (visinska razlika: 517 m). Tour de France prošao je sedam puta između 1947. i 1978. 10. lipnja 2012. etapa Morzine - Chatel biciklističke utrke Critérium du Dauphiné prošla je kroz col du Corbier.

#### Planinarenje
S prijevoja postoje mnoge mogućnosti za planinarenje ljeti i zimi na planini Ouzon, planini Écuelle ili planini Drouzin.

#### Penjanje
Nekoliko litica nudi praksu penjanja, iz zaseoka Le Corbier: litica de l'ours, litica Touvière ili s prijevoja: litica Arblay.

### Zaštita okoliša
Godine 2007., Inventaire national du patrimoine naturel stvorio je Zone naturelle d'intérêt écologique, faunistique et floristique (ZNIEFF) tip II Mount Ouzon površine od 1552.ha, uključujući dio ceste sa svake strane prijevoja i cijelu sjevernu stranu, i 22 kritične vrste.

## Vanjske poveznice
- Le Biot's official site
- SIAC Chablais Inter-communal site
- List of mountain passes
- Conseil Général de Haute-Savoie - Proceedings of the Permanent Commission